# Principio isohídrico
El principio isohídrico describe el fenómeno por el cual múltiples pares de ácido/base débiles en solución se encontrarán en equilibrio químico el uno con el otro, dado que comparten una especie en común: el ion hidrógeno, y por tanto, también el pH de la solución.
Dado que el sistema se halla en equilibrio, las concentraciones de las diferentes especies en solución no cambiarán a menos que se perturbe el sistema.
Cualquier situación que cambie el balance de las especies de uno de los sistemas buffer también producirá un cambio en todos los otros sistemas, dado que estos buffers se amortiguan unos a otros intercambiando iones hidrógeno entre ellos.
Por ejemplo, para un sistema buffer formado por una solución de dos ácidos débiles, XH e YH, sus constantes de disociación serán:
{\displaystyle K_{\textrm {a1}}={\frac {[{\textrm {H}}^{+}][{\textrm {X}}^{-}]}{[{\textrm {HX}}]}}}
{\displaystyle K_{\textrm {a2}}={\frac {[{\textrm {H}}^{+}][{\textrm {Y}}^{-}]}{[{\textrm {HY}}]}}}
La condición de equilibrio implica que la concentración de H+ debe ser la misma, es decir: 
{\displaystyle {\frac {[K_{\textrm {a1}}][{\textrm {HX}}]}{[{\textrm {X}}^{-}]}}={\textrm {H}}^{+}={\frac {[K_{\textrm {a2}}][{\textrm {HY}}]}{[{\textrm {Y}}^{-}]}}}
{\displaystyle }
Aplicando logaritmos negativos se llega a la ecuación de Henderson-Hasselbalch
{\displaystyle {\textrm {p}}K_{\textrm {a1}}+\log _{10}\left({\frac {[{\textrm {X}}^{-}]}{[{\textrm {HX}}]}}\right)={\textrm {pH}}={\textrm {p}}K_{\textrm {a2}}+\log _{10}\left({\frac {[{\textrm {Y}}^{-}]}{[{\textrm {HY}}]}}\right)}
Dado que pKa1 y pKa2 son constantes, puede verse que cualquier modificación en HX o X- debe acompañarse de una modificación en HY o Y- para mantener la igualdad.
El principio isohídrico tiene especial relevancia en la bioquímica de los seres vivos, donde existen múltiples pares ácido/base en solución.
Su importancia fisiológica radica en que, mientras la razón Bicarbonato/Dióxido de carbono refleja la alteración del estado ácido-base del organismo, un cambio que implique directamente a estas especies no es, necesariamente, la causa primaria de la alteración. Por ejemplo, mientras que la obstrucción de las vías respiratorias puede conducir a un aumento de la presión parcial de Dióxido de carbono y, por lo tanto, a una alteración de la razón Bicarbonato/Dióxido de carbono y del estado ácido base (una ácidosis respiratoria), un aumento en la concentración de fosfato diácido (H2PO4-) reducirá, en forma indirecta la concentración de bicarbonato, produciéndose una ácidosis metabólica. En esta última situación, la variación en la concentración de bicarbonato no se produjo por un aumento o disminución en la producción del mismo, sino por un aumento en la concentración de otra especie que, por ley de masas, al aumentar la concentración de iones hidrógeno produjo un desplazamiento del equilibrio sistema ácido carbónico/bicarbonato.

Tiene importancia clínica ya que determinando directamente el estado de un único par ácido/base (usualmente el sistema bicarbonato-ácido carbónico) puede conocerse, de forma indirecta, el estado de todos los otros sistemas buffer del organismo.